# Beli potok (Jesenica)
Beli potok je potok v Karavankah. Svoje vode nabira na južnih pobočjih gore Golica (1550 m) na slovensko-avstrijski meji. Preden se pri vasi Planina pod Golico izliva v potok Jesenica, se mu pridruži še Beli graben. Beli potok nadaljuje svojo pot v potok Jesenica, ta pa nato v Svobodni potok, ki se na Jesenicah kot levi pritok izlije v Savo Dolinko.